# Birell polotmavý
Birell polotmavý je česká značka nealkoholického piva, která je vyráběna společností Plzeňský Prazdroj a.s, která byla na trh uvedena v roce 2010. Dříve byla značkou pivovaru Radegast.
Jedná se o brandovou variantu nejrozšířenějšího domácího nealkoholického piva Birell, s nímž ho spojuje podobná technologie výroby pomocí speciálně vyšlechtěných kvasinek produkujících minimum alkoholu. Díky tomu může kvasný proces probíhat v celé své délce a chuť Birellu se tak v mnoha ohledech blíží chuti tradičního alkoholického piva.
Na rozdíl od světlého Birellu však Birell polotmavý obsahuje pražený slad, který mu dodává jednak tmavší zabarvení, jednak jemně karamelovou chuť.
Podle oficiálních stránek by měl tento nápoj oslovit především ženskou část populace, neboť právě ženy preferují sladší a tmavší varianty piv.